# Болдуин, Артур, 3-й граф Болдуин-Бьюдли
Артур Виндэм Болдуин, 3-й граф Болдуин-Бьюдли (англ. Arthur Windham Baldwin, 3rd Earl Baldwin of Bewdley; 22 марта 1904 — 5 июля 1976) — британский бизнесмен, офицер британских ВВС и писатель. Его книги включали воинственную защиту посмертной репутации его отца, Стэнли Болдуина, бывшего премьер-министра Великобритании, в которой он резко критиковал нескольких ведущих историков того времени.

## Ранняя жизнь
Младший сын Стэнли Болдуина, позже 1-го графа Болдуина Бьюдли (1867—1947), и его жены Люси, урожденной Ридсдейл (1869—1945). Его семье и друзьям он был известен под прозвищем «Блоггс».
Он получил образование в Итонском колледже и Тринити-колледже Кембриджа.

## Карьера
В межвоенные годы Артур Болдуин был директором нескольких компаний, в том числе Round Oak Steel Works, Redpath, Brown и Great Western Railway , а в 1938—1944 годах он был директором Equitable Life Assurance Society. Он служил в Королевских ВВС во время Второй мировой войны . Презирая покровительство, он успешно намеревался получить должности по служебной лестнице.
Артур Болдуин опубликовал три книги в 1950-х и 1960-х годах. Первой была биография его отца, написанная в результате его сильного убеждения, что официальная биография Джорджа Янга не воздает должное Стэнли Болдуину. Болдуин резко критиковал не только Янга, но и других историков, в том числе Джона Уилера-Беннета, округа Колумбия Сомервелла и сэра Льюиса Нэмира за то, что, по его мнению, они неверно оценили бывшего премьер-министра . Его вторая книга, «Сестры Макдональд», представляла собой исследование четырех дочерей преподобного Г. Б. Макдональда: Алиса вышла замуж за Джона Локвуда Киплинга (родителей Редьярда Киплинга); Джорджиана вышла замуж за Эдварда Бёрн-Джонса; Агнес вышла замуж за Эдварда Пойнтера; и Луиза вышла замуж за Альфреда Болдуина (родителей Стэнли Болдуина, то есть бабушку и дедушку Виндхэма) . В 1967 году он опубликовал мемуары о своем военном опыте. Рецензент The Times прокомментировал: «Он рассказывает все это с удовольствием и мастерством… атмосфера Королевских ВВС безошибочно просачивается сквозь него».

## Пэрство
10 августа 1958 года, после смерти второго графа, его старшего брата Оливера, Болдуин унаследовал в Великобритании титулы графа Болдуина-Бьюдли и виконта Корведейла. Время от времени он выступал в Палате лордов, в основном на темы транспорта и промышленности.

## Личная жизнь
25 августа 1936 года Болдуин женился на Джоан Элспет Томес (1901—1980), дочери Чарльза Александра Томса (1854—1933), торговца на Дальнем Востоке компании Shewan, Tomes & Co. У них был один ребенок:
- Эдвард Альфред Александр Болдуин, 4-й граф Болдуин-Бьюдли (3 января 1938 — 16 июня 2021)[11]

3-й граф Болдуин-Бьюдли скончался 5 июля 1976 года в возрасте 72 лет. Графиня Болдуин-Бьюдли умерла в 1980 году.

## Труды
- My Father: The True Story. — London : G Allen and Unwin, 1955.
- The Macdonald Sisters. — London : P Davies, 1960.
- A Flying Start. — London : P Davies, 1967.